# Marvel Noir
Marvel Noir (рус. Марвел Нуар) — серия комиксов, опубликованная издательством Marvel Comics в 2009—2010 годах и объединяющая в себе девять мини-серий об известных персонажах вселенной Marvel. Сюжет разворачивается в вымышленной альтернативной вселенной, известной как Земля-7207, а стиль повествования и оформления схож с фильмами жанра нуар и pulp-журналами.

## История публикаций
Marvel Noir включает в себя шесть ограниченных серий: X-Men Noir автора Фреда ван Ленте и художника Дэнниса Калеро; Spider-Man Noir автора Дэвида Хайна, Фабрицо Спольски и художника Кармина Ди Джандоменико; Daredevil Noir автора Александра Ирвина и художника Тома Кокера; Luke Cage Noir автора Майка Бенсона, Адама Гласса и художника Шона Мартинбро; Punisher Noir писателя Френка Терри и художника Азакета; Wolverine Noir автора Стюарта Мура и Си Пи Смита. В 2010 году к основным сериям были добавлены несколько дополнительных мини-серий, а также ван-шот Weapon X Noir.
Библиография серии
- Spider-Man Noir #1-4
- Daredevil Noir #1-4
- X-Men Noir #1-4
- Wolverine Noir #1-4
- Luke Cage Noir #1-4
- Punisher Noir #1-4
- X-Men Noir: The Mark of Cain #1-4
- Spider-Man Noir: Eyes without a Face #1-4
- Iron Man Noir #1-4
- Weapon X Noir #1

## Серии

### Человек-паук Нуар
Действие в альтернативной версии сюжета о Человеке-пауке начинается в 1933 году, во времена Великой депрессии. Хотя Питер Паркер и является главным персонажем комикса, первоначально уклон делался на репортёра Daily Bugle Бена Уриха, который познакомился с Питером. Урих является опытным и уважаемым журналистом, работающим осведомителем под псевдонимом Паук. Это начинает досаждать преступникам, таким, как Громилы (Бык, Красавчик Дэн, Монтана), дрессировщик Крэйвен-охотник, мастер маскировки Хамелеон и Стервятник, который пристрастился к человеческому мясу. Но несмотря на это, Урих не использует имеющуюся информацию, чтобы разоблачить Гоблина, а начинает его шантажировать, требуя большую сумму денег, чтобы продолжить покупать и употреблять наркотики.
Во время очередной фотосессии Питер, который устроился помощником Уриха, узнаёт об этом, и, разочаровавшись в Бене, уходит. Не зная, что ему делать, Урих решает принять очередную дозу наркотиков. В этот момент в его квартиру приходит Питер, чтобы извиниться, но обнаруживает репортёра без сознания. В этот же момент Уриху звонит его осведомитель «Муха», сообщая о том, что в док пришла партия груза для Осборна, и Питер решает отправиться туда. Грузом оказалась странная статуя в виде паука. Один из бандитов её случайно разбивает, и из неё выползает большая стая пауков, которые убивают гангстеров. Один из пауков кусает Питера, и тот теряет сознание.
В этот момент Урих пришел в себя и решил всё-таки опубликовать разоблачающие фотографии. Он позвонил Джоне Джеймсону, и тот сказал, что Бену небезопасно ходить по улице с этими фотографиями, поэтому Джей приедет за ними сам. Но после того, как Урих открыл дверь, Джона его застрелил. Оказывается, он тоже работает на Гоблина.
В это время Питер приходит в себя, полностью покрытый паутиной и свисающий с карниза. Он понимает, что стая пауков, даже большая, не могла сделать такое…

### Каратель Нуар
Первая Мировая отгремела, Фрэнк Кастелионе, итальянец по национальности, и его семья — жена Рут и маленький сын Фрэнк — перебираются жить в Бронкс. Итальянец и еврейка, союз после первой мировой, который мог разрушить судьбу любого, но семья не обращала на это внимание. Вскоре Рут умирает от рака, и Фрэнк остаётся с маленьким Фрэнки один…

### Железный Человек Нуар
Расследуя исчезновение своего отца Говарда Старка, Тони Старк завершает его работу: высокотехнологичные доспехи, к которым требуется источник питания. Расследования приводят его к Барону Земо. Тони шокирован, узнав, что Земо на самом деле его отец и что в его мозге уникальная химическая формула, которая оставила его верным нацистам и готова завершить свою работу за них. Железному Человеку приходится столкнуться с новой армией гитлеровцев в доспехах, аналогичных его. Он берет кислоту и выливает на них с неба.

### Люди Икс Нуар
Нуарная серия раскрывает нам Людей Икс в новом свете. На улице 30-е годы. Детективная атмосфера, чёрно-белые тона и запах криминала.

### Оружие Икс Нуар
Оружие Икс Нуар — ваншот, рассказывающий о событиях, происходившие с Куртом Вагнером в цирке, до встречи с Чарльзом Ксавье.

### Сорвиголова Нуар
Нуарную версию и без того достаточно нуарного персонажа представляют нам Александер Ирвин и Том Кокер. В ней они показывают нам Мэтта Мердока в начале своего пути, пути героя. В отличие от классической вселенной, Мэтт здесь стал слепым по вине убийцы его отца, также он работает посыльным у третьесортного детектива Фогги Нельсона. При всем при этом есть и сюжетные линии, пересекающиеся с классической вселенной, как, например, то, что отец Мэтта был боксером и его убили. Главным злодеем серии выступает хорошо всем известный Уилсон Фиск, но здесь у него появляется могущественный соперник Орвилл Халлоран, жаждущий захватить империю Фиска.

### Примечание
Серия «Дэдпул. Бульварное Чтиво» не входит в линейку Marvel Noir, так как события данного комикса происходят в рамках отдельной вселенной.

## Отзывы
Daredevil Noir получил положительные отзывы читателей и критиков. Четвёртый, последний выпуск серии получил наивысшую оценку в пять баллов на сайте Comixtreme.com.
В отличие от Сорвиголовы, Spider-Man Noir получил смешанные отзывы критиков и средние рейтинги: на сайте IGN первый выпуск получил 6.1 балл из 10, а второй — 6.9/10. Тимоти Каллахан, обозреватель Comic Book Resources, дал положительный отзыв серии, отметив положительную работу как сценариста, так и художника и соблюдение ими рамок поставленного стиля. Обозреватель Comixtreme.com Адам Чепмен похвалил художественную работу, а также отметил, что серия стала «очередной выдающейся работой Ди Джандоменико».
Мини-серия Wolverine Noir получила преимущественно отрицательные отзывы, однако критики положительно оценивали художественное оформление. Адам Чепен из Comixtreme.com дал третьему выпуску 4 балла из 5, а четвёртому — 5 из 5.

## Marvel Noir в России
В России комиксы серии Marvel Noir выпускает издательство «Комильфо».
В 2019 году серия полностью выпущена в одном томе тиражом 5000 экземпляров (ISBN 978-5-04-102195-5).